# Julie Boysen
Julie Boysen (* 1849; † 1931) war eine deutsche Gründerin einer Mädchenschule.

## Leben
Geboren zur Zeit des Königreichs Hannover, absolvierte Julie Boysen die hannoversche Lehrerinnen-Bildungsanstalt und arbeitete dann einige Jahre als Erzieherin und Hauslehrerin.
Im Hannover des Deutschen Kaiserreichs eröffnete Boysen 1882 eine private Mädchenschule – mit anfangs neun Schülerinnen in der elterlichen Wohnung in der Eichstraße.
1896 stellte Boysen die Lehrerin Elisabeth Granier ein, an die sie 1906 – die Schule hatte nun 220 Schülerinnen – die Leitung aus gesundheitlichen Gründen abgab. Im Zuge der Mädchenschulreform von 1908, durch die die höheren Mädchenschulen mit den höheren Knabenschulen gleichgestellt wurden und damit die Erlaubnis erhielten, Reifezeugnisse zu vergeben, wurde die Lehranstalt in der Folge als Lyzeum geführt und zunächst als „Privates Ost-Lyzeum“ bezeichnet.
Nachdem Julie Boysen, die im Jahr 1914 privat in der Kollenrodtstraße 65 gemeldet war, als Schulvorsteherin a. D. im Adreßbuch, Stadt- und Geschäftshandbuch der Königlichen Residenzstadt Hannover und der Stadt Linden desselben Jahres noch als Eigentümerin der Liegenschaft in der Rundestraße 20 und 20a geführt wurde, war die Immobilie im Folgejahr 1915 an Louis Eilers übergegangen, während Granier nun in der Rumannstraße 28 und 29 verzeichnet war.
1928 übernahm die Stadt die Schule als „Ost-Lyzeum“, das später umbenannt wurde in Elisabeth-Granier-Schule, dann in Ricarda-Huch-Schule.

## Ehrungen
- Nachdem der Rat der Stadt Hannover 1999 beschlossen hatte, neue Straßen überwiegend nach Frauen zu benennen, die eine bedeutende Rolle gespielt haben, wurde im August 2011 eine Broschüre herausgegeben, die Angaben über bisherige Straßenbenennungen nach weiblichen Persönlichkeiten gibt und eine Reihe von Personen listet, nach denen zukünftig Straßenbenennungen erfolgen sollten. Unter letzteren ist auch eine Kurzbiographie zu Julie Boysen enthalten.[7]